# McCloskey folyamatorientált modellje
McCloskey folyamatorientált modellje a matematikai pszichológiának egy elképzelése arra vonatkozóan, hogy mentális rendszerünk, hogyan dolgozza fel a numerikus információkat, illetve, hogyan végez ezekkel számításokat.

## Diszkalkuliás személyek szerepe a modellben
Michael McCloskey folyamatorientált modellje szerzett diszkalkuliás (vagy más terminológiával akalkuliás) betegek vizsgálatából származik. Ezen betegeknek valamely agysérülés (agyvérzés, daganat, baleset stb.) következtében sérül a számok feldolgozásának valamely képessége. Ezen esetekből indult ki a kutatása, mely során azt tapasztalta, hogy egyes numerikus funkciók szelektíven sérülhetnek. McCloskey szerint a numerikus megismerésnek két fő folyamata van: numerikus feldolgozási folyamat és számolási (calculation) mechanizmus.

### Numerikus feldolgozási folyamatok
A numerikus feldolgozáson a szerző a számok és azokhoz tartozó mennyiségek értelmezését és létrehozását érti. Így a számok és az általuk jelölt mennyiségek beolvasását és a kimenetek létrehozását is magában foglalja a numerikus feldolgozás. Ezen eljárások jelölésfüggőek. Ezért különülnek el egymástól az arab számok és a számnevek. Továbbá ezen belül is elkülöníthetjük a grafémikus és a fonologikus, azaz a betűvel leírt és a kimondott számneveket.

### Számolási (calculation) mechanizmusok
A számolási folyamatokkal vagyunk képesek műveletek elvégzésére a különböző numerikus információkon. A számolási mechanizmusokat a folyamatmodellben: az aritmetikai tények előhívása, illetve a számolási procedúrák alkotják. Az aritmetikai tényeken például a szorzótábla, vagy egyszerű összeadások összegeinek előhívását értjük. A számolási procedúrák alatt az összetettebb számoláshoz szükséges részlépésekre, mint például a komplex írásbeli összeadásnál a maradék továbbvitelére gondolunk, melyek már automatizálódtak.

### Absztrakt reprezentáció
A folyamatorientált modell szerint a feladatmegoldás egy belső, jelölés- és modalitás független numerikus, absztrakt reprezentációra támaszkodik. A modell szerint a vizuális rendszerünkhöz érkező számokkal kapcsolatos információkat átalakítjuk absztrakt, belső reprezentációvá. Ez az absztrakt reprezentáció, vagy vizuális (arab számok), vagy verbális reprezentációból konvertálódik át. Ezáltal az adott numerikus információ ugyanazon az úton dolgozódik fel tekintet nélkül az eredeti formájára. Az absztrakt reprezentáció tízes alapú számrendszer alapján kódolja a mennyiségeket. Például a 135 egyenlő 1*10^2 + 3*10^1 + 5*10^0.
A McCloskey-modell implikálja, hogy egy adott szám párossága, ebből az absztrakt reprezentációból számolódik. Modularista a modell azáltal, hogy különböző részfolyamatokat feltétételez, melyek elkülönülnek egymástól, s az absztrakt reprezentáción keresztül kommunikálnak.

## Lásd még a Wikipédiában
- Diszkalkulia
- A matematikatanulás pszichológiája (könyv)
- SNARC-hatás
- Modularizmus

## Kiegészítő irodalom
- McCloskey, M. (1992). Cognitive mechanisms in numerical processing: Evidence from acquired dyscalculia. Cognition, 44, 107-157. (angolul)
- McCloskey, M. & Caramazza, A. (1988). Theory and methodology in cognitive neuropsy-chology: A response to our critics. Cognitive Neuropsychology, 5, 583-623. (angolul)
- McCloskey, M., & Caramazza, A. (1987). Cognitive mechanisms in normal and impairednumber processing. In G. Deloche, & X. Seron, Mathematical disabilities: a cognitive neuropsychological perspective (old.: 201-219). NJ: Erlbaum: Hilsdale.
- McCloskey, M., Caramazza, A., & Basili, A. (1985). Cognitiv mechanisms in number processing and calculation: Evidence from dyscalculia. Brain and Cognition, 171-196.
- Krajcsi, A. (2003). Numerikus képességek. Erdélyi Pszichológiai Szemle, 4 (4), 331-382.
- Sokol, S. M., McCloskey, M., Cohen, N. J., & Aliminosa, D. (1991). Cognitive representations ans processes in arithmetic: Inferences from the performance of brain-damaged subjects. Journal of Experiment Psychology: Learning, Memory, and Cognition, 17, 335-375.